# Princeps (motorfiets)
Princeps is een historisch merk van motorfietsen.
De bedrijfsnaam was: J.E. Hutton Ltd., Thames Ditton, Surrey.
Princeps was ooit een bekend Engels merk dat zowel eencilinders als V-twins produceerde, die voor hun tijd zeer modern waren. De productie begon in 1901 maar eindigde al in 1908.